# Wendy Kaplan
Wendy Kaplan (ur. 19 lutego 1966 r. w Yonkers) – amerykańska aktorka filmowa, telewizyjna i teatralna.
Karierę aktorską rozpoczęła w roku 1987; debiutowała jako Karen Spielhaus w odcinku serialu NBC My Two Dads pt. The Artful Dodger. Szczególnie znana jest z występu w roli Tiny Williams w popularnym horrorze Halloween 5: Zemsta Michaela Myersa (Halloween 5: The Revenge of Michael Myers, 1989). W 1990 roku przy boku Bruce'a Greenwooda zagrała w telewizyjnym dramacie muzycznym Summer Dreams: The Story of the Beach Boys. W 2005 r. pojawiła się na drugim planie w thrillerze Blood Deep. W latach 1994–1995 wcielała się w postać Eleni Andros Spauding Cooper w operze mydlanej CBS Guiding Light.
Grywała także w reklamówkach oraz wystąpiła w głównych rolach w rozmaitych, regionalnych produkcjach teatralnych.